# Apparitions (mini-série)
Pour les articles homonymes, voir Apparitions.
Apparitions ou La Porte de l'au-delà (Living with the Dead ou Talking to Heaven) est une mini-série dramatique américaine réalisée par Stephen Gyllenhaal, diffusée en 2002.

## Synopsis
James Van Praagh, un homme d'une quarantaine d'années, reçoit un coup de téléphone à propos de sa mère qui est victime d'une crise cardiaque. James se souvient alors de son enfance au collège catholique, où il avait le pouvoir d'entrer en contact avec les morts. Par la suite, on découvre 7 corps de garçonnets, qui ont été enterrés vivants et disposés en cercle dans la forêt ; on pense qu'il s'agit d'un rituel satanique avec enlèvement et sacrifice.

## Fiche technique
- Titre français : Apparitions ou La Porte de l'au-delà
- Titre original : Living with the Dead ou Talking to Heaven
- Réalisation : Stephen Gyllenhaal
- Scénario : James Van Praagh et John Pielmeier (en)
- Pays d'origine :  États-Unis
- Langue : anglais
- Genre : Drame, Science fiction, Thriller
- Durée : 166 minutes
- Dates de premières diffusions : 
  -  États-Unis : 28 avril 2002 et 30 avril 2002 sur CBS
  -  France : 16 décembre 2002 sur M6

## Distribution
- Ted Danson (VF : Gérard Rinaldi) : James Van Praagh
- Mary Steenburgen (VF : Monique Nevers) : détective Karen Condrin
- Diane Ladd (VF : Nicole Favart) : Regina Van Praagh
- Queen Latifah (VF : Virginie Méry) : Midge Harmon
- Jack Palance (VF : Jean Lagache) : Allan Van Praagh
- Connor Widdows (VF : Kelyan Blanc) : jeune James Van Praagh
- Donna White (VF : Martine Sarcey) : Molly Katz
- Michael Moriarty : Adrian, médium
- Jay Brazeau : le psychiatre
- James Kirk : Eddie Katz
- Mikela Jay (VF : Céline Monsarrat) : jeune Regina Van Praagh
- Eric Breker : jeune Allan Van Praagh
- Neil Denis : Dennis Branston
- Kavan Smith : détective Matt Campbell
- Hiro Kanagawa : Frank
- Joy Coghill : Mrs. Ziff
- Reece Thompson : Andy, le garçon prisonnier
- Maggie Blue O'Hara : Sandy, la sœur d'Andy
- Lindsay Bourne : le prêtre
- Veena Sood (VF : Dorothée Jemma) : Mrs. Morse
- Henry o. Watson : Walter Branston
- Fred Henderson : Lester Petroccelli
- Tim Henry (VF : Dominique Paturel) : Richard Petroccelli
- Michael Eklund (VF : Emmanuel Karsen) : Ronnie Higgins